# Nagaszava Kazuki
Nagaszava Kazuki (Csiba, 1991. december 16. –) japán válogatott labdarúgó.

## Pályafutása

### Klubcsapatban
Nagaszava a Yokohama F. Marinos csapatában kezdte pályafutását, 2013. április 3-án pedig bemutatkozhatott az első csapatban, az Omiya Ardija elleni kupamérkőzésen. Bajnoki találkozón nem lépett pályára a csapatban. 
2013. december 23-án hivatalosan is bejelentették, hogy a német Bundesligában szereplő Köln  szerződteti. 2014. február 9-én, az SC Paderborn ellen debütált új csapatában, amikor a 68. percben Mišo Brečko helyére állt be csereként.

### A válogatottban
A japán válogatottban 2017-ben mutatkozott be. 

## Statisztika
2017. február 23-án frissítve.
| Klub                | Szezon           | Bajnokság     | Bajnokság | Országos kupa | Országos kupa | Ligakupa      | Ligakupa | Nemzetközi kupa | Nemzetközi kupa | Összesen      | Összesen |
| Klub                | Szezon           | Pályára lépés | Gól       | Pályára lépés | Gól           | Pályára lépés | Gól      | Pályára lépés   | Gól             | Pályára lépés | Gól      |
| ------------------- | ---------------- | ------------- | --------- | ------------- | ------------- | ------------- | -------- | --------------- | --------------- | ------------- | -------- |
| Yokohama F. Marinos | 2013             | 0             | 0         | 0             | 0             | 1             | 0        | 0               | 0               | 1             | 0        |
| Köln                | 2013–14          | 10            | 0         | 0             | 0             | -             | -        | -               | -               | 10            | 0        |
| Köln                | 2014–15          | 10            | 0         | 2             | 0             | -             | -        | -               | -               | 12            | 0        |
| Köln                | 2015–16          | 1             | 0         | 1             | 0             | -             | -        | -               | -               | 2             | 0        |
| JEF United Chiba    | 2016             | 41            | 4         | 3             | 1             | -             | -        | -               | -               | 44            | 5        |
| Urawa Reds          | 2017             |               |           |               |               |               |          |                 |                 |               |          |
| Karrier összesen    | Karrier összesen | 62            | 4         | 6             | 1             | 1             | 0        | 0               | 0               | 69            | 5        |

| Japán válogatott | Japán válogatott | Japán válogatott |
| Időszak          | Mérk.            | gól              |
| ---------------- | ---------------- | ---------------- |
| 2017             | 1                | 0                |
| Összesen         | 1                | 0                |

## Sikerei, díjai

### Klub
1. FC Köln
- Bundesliga 2: 2013-14

Urawa Red Diamonds
- AFC-bajnokok ligája: 2017